# Софронята (Марий Эл)
Софронята (мар. Йыврай почиҥга) — деревня в Новоторъяльском районе Республики Марий Эл. Входит в состав Чуксолинского сельского поселения.

## География
Находится в северо-восточной части республики Марий Эл на расстоянии приблизительно 5 км по прямой на север-северо-восток от районного центра посёлка Новый Торъял.

## История
Известна с 1795 года как починок при старице, где было 2 двора, проживали 14 жителей. Пришли они в эти места из деревни Сухая Речка и починка Орья. В 1811 год отмечается как починок Софронов при старице реки Немда, где было 4 двора, 25 жителей. В 1850 году в починке проживали русские православные — 42 человека. В 1905 году в деревне Немда при старице Герасимова — Софроненки в 26 дворах проживали 177 человек. В 1929 году в деревне в 14 хозяйствах насчитывалось 77 человек, все русские. В 1939 году в деревне Немда при старице насчитывалось 53 человека, в 1970 году в селении проживал 41 человек. В 1999 году числилось 14 дворов и 39 человек. Сейчас живут мари, переселенцы из деревень Михалково и Йошкар-Памаш. В период коллективизации был создан колхоз «Комбинат».

## Население
Население составляло 32 человека (мари 100 %) в 2002 году, 18 в 2010.